# Arameeërs in Turkije
Arameeërs in Turkije (Aramees: ܣܘܪ̈ܝܝܐ ܕܛܘܪ̈ܩܝܐ, Turks: Türkiye Süryanileri) zijn een inheems Aramees sprekende etnische groep en minderheid in Turkije. Arameeërs zijn christenen en zijn inheems tot het zuidoosten van Turkije.
De Arameeërs vormden ooit een grote etnische minderheid in het Ottomaanse rijk en zijn inheems tot Zuidoost-Anatolië in Noord-Mesopotamië. Tijdens de Aramese genocide (Sayfo) werden de meeste vermoord of gedwongen te migreren om zich bij andere Arameeërs in Syrië, Irak, Libanon en Iran aan te sluiten. De meeste van degenen die de Aramese genocide overleefden en in Turkije bleven, verlieten het land in de 2e helft van de 20e eeuw naar Europa vanwege conflicten tussen de Arbeiderspartij van Koerdistan (PKK) en de Turkse landmacht. Sinds 2019 wonen naar schatting 18.000 van de 25.000 Arameeërs in het land in Istanboel.
Samen met Arameeërs uit de andere Aramese thuislanden zoals Syrië, Libanon, Irak en Iran delen ze gemeenschappelijke historische en etnische identiteit gebaseerd op gemeenschappelijke taalkundige, culturele en religieuze tradities met de Aramese diaspora. Arameeërs in Europese landen zoals Zweden en Duitsland zijn over het algemeen Turoyo-Aramees sprekende Arameeërs en komen vaak oorspronkelijk uit Turkije.

## Geschiedenis
De eerste aantekeningen van de Arameeërs in Zuidoost-Anatolië werden minstens 3000 jaar geleden gemaakt in Aramese staten zoals Bit-Zamani, Nasibina en Sam'al (Zincirli). Het Aramese koninkrijk Osroene bestond vanaf de 2e eeuw voor christus tot en met 3e eeuw na Christus. Het centrum van Osroene was Urhoy (Edessa)). Het Edessaans Aramese (Syrisch) dialect is hier geboren. De meerderheid van de inwoners van Osroene waren Arameeërs, met een minderheid van Griekse en Parthische vermenging.

### Ottomaanse periode
Het Ottomaanse rijk had een uitgebreid systeem om de niet-islamitische "mensen van het boek" te besturen. Dat wil zeggen, ze lieten monotheïsten toe waarvan werd aangenomen dat ze een heilige traditie hadden en scheidden hen van mensen die ze als heidens identificeerden. Als mensen van het Boek (of dhimmi's) werden joden, christenen en Mandeeërs (in sommige gevallen zoroastriërs) als inferieur behandeld maar getolereerd. In het Ottomaanse rijk was deze religieuze status systematisch geworden als het bestuursmodel van de "natie". Elke religieuze minderheid legde via haar belangrijkste religieuze vertegenwoordiger verantwoording af aan de regering. De christenen, die de Ottomanen langzaam maar zeker hadden veroverd met de verovering van Constantinopel in 1453, waren verdeeld in vele etnische groepen en sekten georganiseerd in een hiërarchie van bisschoppen, meestal geleid door een patriarch.
Er wordt geschat dat vlak voor het uitbreken van de Eerste Wereldoorlog de Aramese bevolking tussen de 500.000 en 600.000 lag, wat aanzienlijk hoger is dan de cijfers van de Ottomaanse volkstellingen. Aramese christenen concentreerden zich in de bergachtige plattelandsgebieden tussen Mardin en Gzirto, bekend als Tur Abdin, waar ze zich vestigden in ongeveer 100 dorpen en zich bezighielden met landbouw of ambachten. De Syrisch-Orthodoxe kerk is geconcentreerd in twee kloosters in de buurt van Mardin, Mor Gabriel en Mor Hananyo (Deyro D' Kurkmo). Afgezien van het kerngebied van de Aramese nederzetting, was er een aanzienlijke bevolking in de steden en dorpen Diyarbakır, Urfa, Haran, Adana, Harput, Antakya en Adıyaman. In tegenstelling tot de Aramese bevolking in Tur Abdin, spraken de meeste van deze Arameeërs andere talen. Anderen Arameeërs waren gevestigd in Syrië in en rondom steden als Aleppo, Sadad, Homs, Hama en Damascus. In Irak waren de meeste Syrisch-Orthodoxe en Syrisch-Katholieke Arameeërs gevestigd in Noord Irak in steden en dorpen rondom Mosul. Het Mar Mattai klooster is een belangrijk klooster voor de Syrisch-Orthodoxe kerk.
De oosterse Arameeërs heersten onder leiding van de Patriarch van de Oosters Syrische kerk over het Hakkari-gebergte. Dit gebergte ligt ten oosten van Tur Abdin, grenzend aan de Ottomaans-Iraanse grens. Aramese stammen heersten over Hakkari met hun ondergeschikte boeren in stamstatus. Hierdoor kregen ze volledige autonomie in theorie. Hakkari is een zeer bergachtig gebied en toppen tot 4000 meter worden van elkaar gescheiden door steile passen, zodat veel gebieden alleen kunnen worden bereikt via paden die in de zijkant van de bergen zijn uitgehouwen. De meeste Arameeërs behorend tot de Nestoriaanse kerk waren gevestigd in het oosten, in en rondom Hakkari en Urmia. 
In de province Bitlis was er een bergachtig Aramees gebied rond Siirt. De meeste Arameeërs die behoren tot de Chaldeeuws-Katholieke kerk zijn inheems tot Noord Irak.

## Huidige situatie
Naar schatting wonen er nog ongeveer 25.000 Arameeërs in Turkije, waarvan meer dan 17.000 in Istanboel. Tegenwoordig wonen er niet meer dan 2.000 tot 3.000 Aramese christenen in het inheemse woongebied van de Arameeërs in het zuidoosten van Turkije, voornamelijk in Midyat en enkele dorpen in de Aramese regio Tur Abdin.
In Tur Abdin wordt nog steeds in een aantal dorpen Aramees (Turoyo) gesproken. Aan de Mardin Artuklu Üniversitesi in Mardin zijn onlangs leerstoelen voor de Aramese taal en literatuur ingesteld bij het Instituut voor Levende Talen.
De christelijke Arameeërs leden lange tijd onder de botsingen tussen het Turkse leger en de Koerdische PKK. De PKK had zich teruggetrokken in het zuidoosten van Turkije, de thuisbasis van de Arameeërs. Door de voortdurende aanvallen van de PKK op het Turkse leger en de operaties van het Turkse leger in het zuidoosten, werden ook Arameeërs het slachtoffer van de aanvallen. Zo zaten ze tot eind 2012 vast tussen de fronten, toen beide partijen de Arameeërs ervan beschuldigden elkaar te steunen.
De Arameeërs hebben nog steeds te maken met verschillende moeilijkheden, vormen van onderdrukking en discriminatie. Arameeërs worden niet erkend als een minderheid in Turkije. Een van de meest bekende recente gevallen van discriminatie is de onthulling dat de Turkse staat illegaal en in het geheim een profiel maakt van zijn minderheden op basis van etniciteit en religie door een code 1-3 aan te wijzen. Hoewel het cruciaal is om te begrijpen waarom deze problemen geen geïsoleerde incidenten zijn, valt het buiten het bestek van dit rapport om de moderne geschiedenis van het Aramese volk in Turkije uit te leggen. Men hoeft alleen maar te denken aan de Ottomaanse genocide op de Armeniërs, Grieken en Arameeërs; hun decimering en de vernietiging van vele oude kerken, kloosters, bibliotheken en dorpen tussen 1895 en 1930; de terugkerende pogingen tot Turkificatie (assimilatie), onderdrukking en systematische discriminatie; de evacuatie van vele Aramese dorpen in de jaren '90 en de onopgeloste moorden op meer dan 60 personen tussen 1976-2004; en ten slotte de massale uittocht uit hun voorouderlijk land.
In 2023 werd een nieuwe Syrisch-Orthodoxe kerk geopend in Istanbul. Dit is de eerste kerk in de geschiedenis van de republiek Turkije. Met de aanwezigheid van de president van Turkije Recep Tayyip Erdoğan is de kerk in oktober 2023 officieel geopend.